# Xã Cussewago, Quận Crawford, Pennsylvania
Xã Cussewago (tiếng Anh: Cussewago Township) là một xã thuộc quận Crawford, tiểu bang Pennsylvania, Hoa Kỳ. Năm 2010, dân số của xã này là 1.559 người.